# Bahnstrecke Olbernhau-Grünthal–Deutschneudorf
| |                               |                                                        |                                                        |
| Streckennummer: | 6670; sä. KD                  |                                                        |                                                        |
| Kursbuchstrecke: | 139r (1934) 169b (1946, 1966) |                                                        |                                                        |
| Streckenlänge: | 8,196 km                      |                                                        |                                                        |
| Spurweite: | 1435 mm (Normalspur)          |                                                        |                                                        |
| Maximale Neigung: | 25 ‰                          |                                                        |                                                        |
| Minimaler Radius: | 180 m                         |                                                        |                                                        |
| |                               |                                                        |                                                        |
| \| \| \| von Pockau-Lengefeld \| \| \| \| \| Olbernhau-Grünthal (km 0) \| \| \| \| 1,270 \| Abzw Neuschönberg \| Abzw Neuschönberg \| \| \| \| nach Neuhausen (Erzgeb) \| \| \| \| 1,679 \| Flöhabrücke (Staatsgrenze Deutschland–Tschechien) \| Flöhabrücke (Staatsgrenze Deutschland–Tschechien) \| \| \| 2,678 \| Brandau (1945 aufgelassen) \| 491 m \| \| \| 2,844 \| Schweinitzbrücke (Staatsgrenze Tschechien–Deutschland) \| Schweinitzbrücke (Staatsgrenze Tschechien–Deutschland) \| \| \| 4,304 \| Niederlochmühle \| 508 m \| \| \| 6,369 \| Oberlochmühle \| 558 m \| \| \| 6,489 \| Viadukt Oberlochmühle \| Viadukt Oberlochmühle \| \| \| 7,440 \| Deutschkatharinenberg \| 576 m \| \| \| 7,980 \| Anst Zimmermann & Co. \| Anst Zimmermann & Co. \| \| \| 9,466 \| Deutschneudorf \| 613 m \| \| \| 9,603 \| Schweinitzbrücke (Staatsgrenze Deutschland–Tschechien) \| Schweinitzbrücke (Staatsgrenze Deutschland–Tschechien) \| \| \| 9,655 \| Ladestelle Fa. J. A. Wagner \| Ladestelle Fa. J. A. Wagner \| \| \| 9,734 \| Streckenende \| Streckenende \| |                               |                                                        |                                                        |
| Strecke |                               | von Pockau-Lengefeld                                   | von Pockau-Lengefeld                                   |
| Bahnhof |                               | Olbernhau-Grünthal (km 0)                              | Olbernhau-Grünthal (km 0)                              |
| ehemalige Blockstelle | 1,270                         | Abzw Neuschönberg                                      | Abzw Neuschönberg                                      |
| Abzweig ehemals geradeaus und nach links |                               | nach Neuhausen (Erzgeb)                                | nach Neuhausen (Erzgeb)                                |
| Grenze auf Brücke (Strecke außer Betrieb) | 1,679                         | Flöhabrücke (Staatsgrenze Deutschland–Tschechien)      | Flöhabrücke (Staatsgrenze Deutschland–Tschechien)      |
| Haltepunkt / Haltestelle (Strecke außer Betrieb) | 2,678                         | Brandau (1945 aufgelassen)                             | 491 m                                                  |
| Grenze auf Brücke (Strecke außer Betrieb) | 2,844                         | Schweinitzbrücke (Staatsgrenze Tschechien–Deutschland) | Schweinitzbrücke (Staatsgrenze Tschechien–Deutschland) |
| Haltepunkt / Haltestelle (Strecke außer Betrieb) | 4,304                         | Niederlochmühle                                        | 508 m                                                  |
| Haltepunkt / Haltestelle (Strecke außer Betrieb) | 6,369                         | Oberlochmühle                                          | 558 m                                                  |
| Brücke (Strecke außer Betrieb) | 6,489                         | Viadukt Oberlochmühle                                  | Viadukt Oberlochmühle                                  |
| Bahnhof (Strecke außer Betrieb) | 7,440                         | Deutschkatharinenberg                                  | 576 m                                                  |
| Abzweig geradeaus und nach rechts (Strecke außer Betrieb) | 7,980                         | Anst Zimmermann & Co.                                  | Anst Zimmermann & Co.                                  |
| Bahnhof (Strecke außer Betrieb) | 9,466                         | Deutschneudorf                                         | 613 m                                                  |
| Grenze auf Brücke (Strecke außer Betrieb) | 9,603                         | Schweinitzbrücke (Staatsgrenze Deutschland–Tschechien) | Schweinitzbrücke (Staatsgrenze Deutschland–Tschechien) |
| Kilometer-Wechsel (Strecke außer Betrieb) | 9,655                         | Ladestelle Fa. J. A. Wagner                            | Ladestelle Fa. J. A. Wagner                            |
| | 9,734                         | Streckenende                                           | Streckenende                                           |

Die Bahnstrecke Olbernhau-Grünthal–Deutschneudorf, auch Schweinitztalbahn, war eine Nebenbahn in Sachsen. Sie verlief im Schweinitztal von Olbernhau nach Deutschneudorf im Erzgebirge. Die 1927 eröffnete Strecke wurde 1969 stillgelegt.

## Geschichte

### Vorgeschichte und Projekte

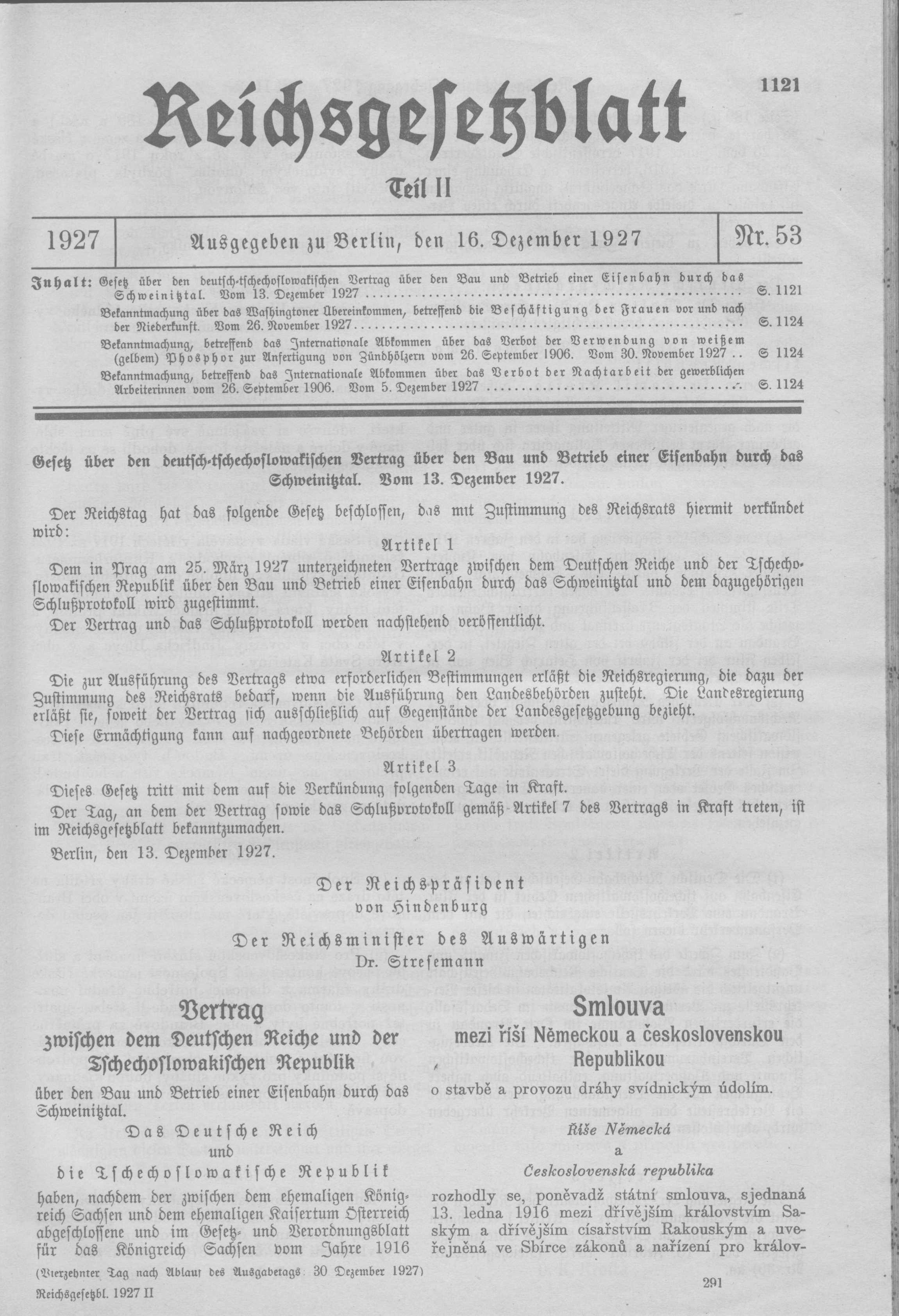
Gesetz über den deutsch-tschechoslowakischen Vertrag über den Bau und Betrieb einer Eisenbahn durch das Schweinitztal (1927)

Nach Fertigstellung der Bahnstrecke Pockau-Lengefeld–Olbernhau 1875 hatten die Gemeinden im Schweinitztal bereits 1887 den Bau einer schmalspurigen Stichbahn von Olbernhau aus gefordert. Dieser Plan wurde jedoch aus Rentabilitätsgründen abgelehnt. 1908 wurde das Projekt erneut diskutiert. Im Laufe der Diskussion kam auf österreichischer Seite die Idee auf, die Bahn in normaler Spurweite zu errichten und über Deutschneudorf hinaus bis in das böhmische Braunkohlerevier um Oberleutensdorf  zu verlängern. Die 32,3 km lange Strecke sollte bei Kosten von 5,78 Millionen Mark binnen zwei Jahren errichtet werden. Von sächsischer Seite wurde der Plan aber abgelehnt, da die projektierten Bahnhöfe zu weit von den Siedlungen im Schweinitztal entfernt lagen und auch die Baukosten als zu hoch eingeschätzt wurden. 
Allerdings wurde von den Königlich Sächsischen Staatseisenbahnen am 13. August 1913 die Konzession zum Bau einer normalspurigen Strecke Olbernhau–Deutschneudorf erteilt. Wegen des später vorgesehenen Durchgangsverkehrs nach Böhmen wurde die Strecke als Sekundärbahn mit den Parametern einer Hauptbahn trassiert. Am 13. Januar 1916 schloss das Königreich Sachsen mit Österreich einen Staatsvertrag, der die abschnittsweise Durchquerung österreichischen Staatsgebietes vertraglich regelte. Der Vertrag sah dazu insbesondere die Errichtung einer Verkehrsstation Brandau auf österreichischem Gebiet vor, die nur dem Personenverkehr dienen sollte. Dazu kamen Vereinbarungen zum Aufbau eines gemeinsamen Grenzbahnhofes bei Gebirgsneudorf, wenn die bereits projektierte österreichische Fortsetzungslinie nach Wiesa-Oberleutensdorf realisiert werden würde.

### Bau und Eröffnung

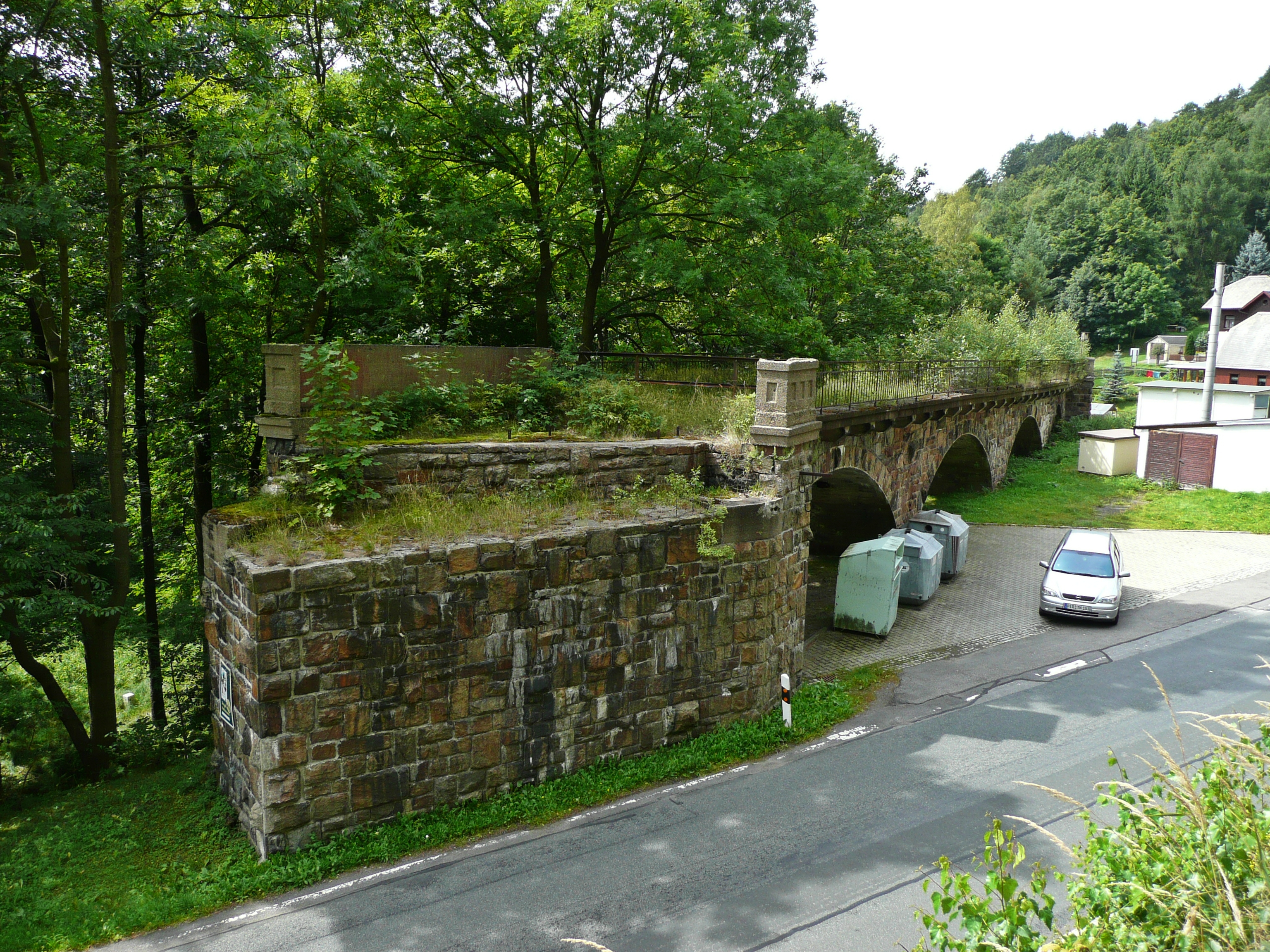
Blick auf den teilrückgebauten Viadukt Oberlochmühle

Die Bauarbeiten begannen am 23. Juni 1914 und sollten ursprünglich bis zum 1. Mai 1915 abgeschlossen werden. Der Ausbruch des Ersten Weltkrieges verzögerte jedoch die Bauarbeiten. Im Herbst des gleichen Jahres wurden die Bauarbeiten kriegsbedingt eingestellt und das verlegte Baugleis abgebaut. Zu diesem Zeitpunkt waren ein Teil der Kunstbauten und die Beamtenwohnhäuser in Niederlochmühle und Deutschkatharinenberg bereits fertiggestellt.
Nach dem Ende des Ersten Weltkrieges erfolgte der Weiterbau der Strecke, der sich aber immer wieder verzögerte. 1924 war die nur knapp 10 km lange Schweinitztalbahn nach 10 Jahren Bauzeit fertiggestellt. Die für den 24. Oktober 1924 geplante Inbetriebnahme verzögerte sich aber, da die 1918 entstandene Tschechoslowakei den 1916 abgeschlossenen Staatsvertrag nicht akzeptierte und die Durchfahrt verweigerte. Erst am 25. März 1927 konnte ein neuer Vertrag unterzeichnet werden. Die Strecke wurde dann am 2. Mai 1927 feierlich eröffnet. Die Einweihung wurde von den Brandauer Gemeindevertretern boykottiert, weil die Gemeinde Brandau zwar einen Bahnhof hatte, jedoch die Züge bis auf weiteres nicht hielten. Der Grund dafür war, dass in Brandau keine Wohnung für einen Grenzbeamten zu finden war, und die Gemeinde kein Interesse zeigte, einen Beamten tschechischer Nationalität ins Dorf zu bekommen. Im sächsischen Streckenbezeichnungsschema erhielt die Strecke das Kürzel „KD“ (Kupferhammer Grünthal–Deutschneudorf).
Das Projekt, die Strecke über Katharinaberg (Hora Svaté Kateřiny) nach Wiesa-Oberleutensdorf (heute:  Bahnhof Louka u Litvínova) weiter zu führen, wurde 1931 vorläufig zurückgestellt und später mangels Bedarfs nicht wieder aufgegriffen.

### Betrieb
Anfänglich zwei täglich verkehrende Zugpaare verdeutlichen ein geringes Verkehrsaufkommen. Hauptsächlich wurden Güter befördert, so dass die meisten Züge als gemischte Züge verkehrten. Anschlussbahnhof war stets Olbernhau. Rangierfahrten der gemischten Züge in Olbernhau-Grünthal und Niederlochmühle führten zu teilweise sehr langen Fahrzeiten.
Nach dem Zweiten Weltkrieg verkehrten aufgrund der veränderten politischen Verhältnisse sämtliche Züge nunmehr ohne Halt über tschechoslowakisches Territorium. Der Haltepunkt Brandau wurde nicht mehr bedient und alle Hochbauten bis 1970 abgebrochen. Für einige Jahre mussten die Züge zwei postengesicherte Gleistore am Anfang und Ende des tschechoslowakischen Streckenteils passieren, die sich auf den jeweiligen Grenzbrücken befanden.

### Stilllegung und Abbau
Nach nur 39 Jahren Betriebszeit wurde der reguläre Personenverkehr am 21. Mai 1966 eingestellt, der Güterverkehr folgte am 26. September 1969. Eine Verfügung vom 12. Juni 1970 ordnete den Streckenrückbau an, im Folgejahr wurden alle Gleisanlagen sowie die stählernen Brückenüberbauten demontiert.

## Streckenbeschreibung

### Verlauf

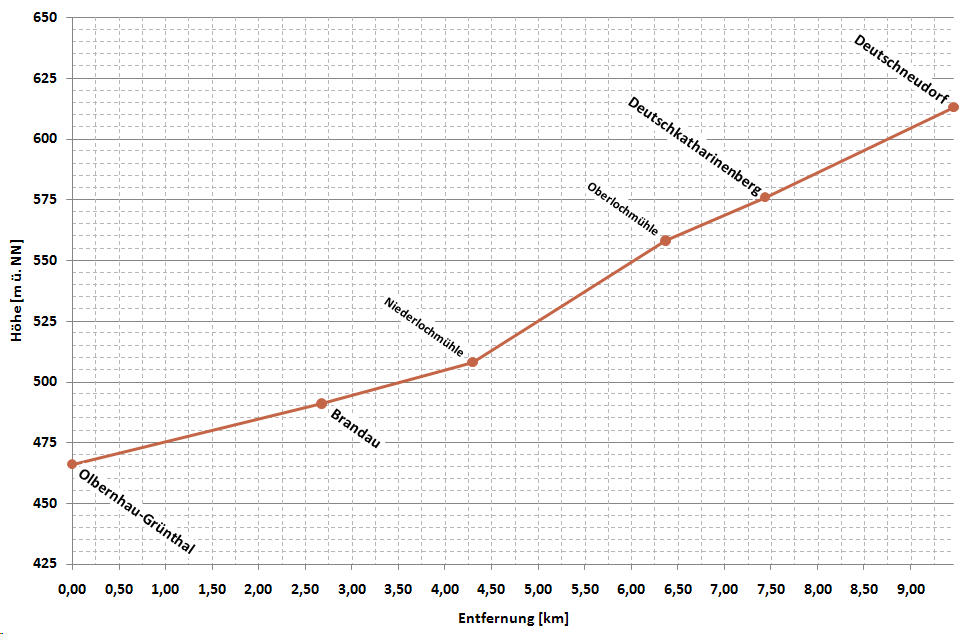
Vereinfachtes Höhenprofil der Strecke

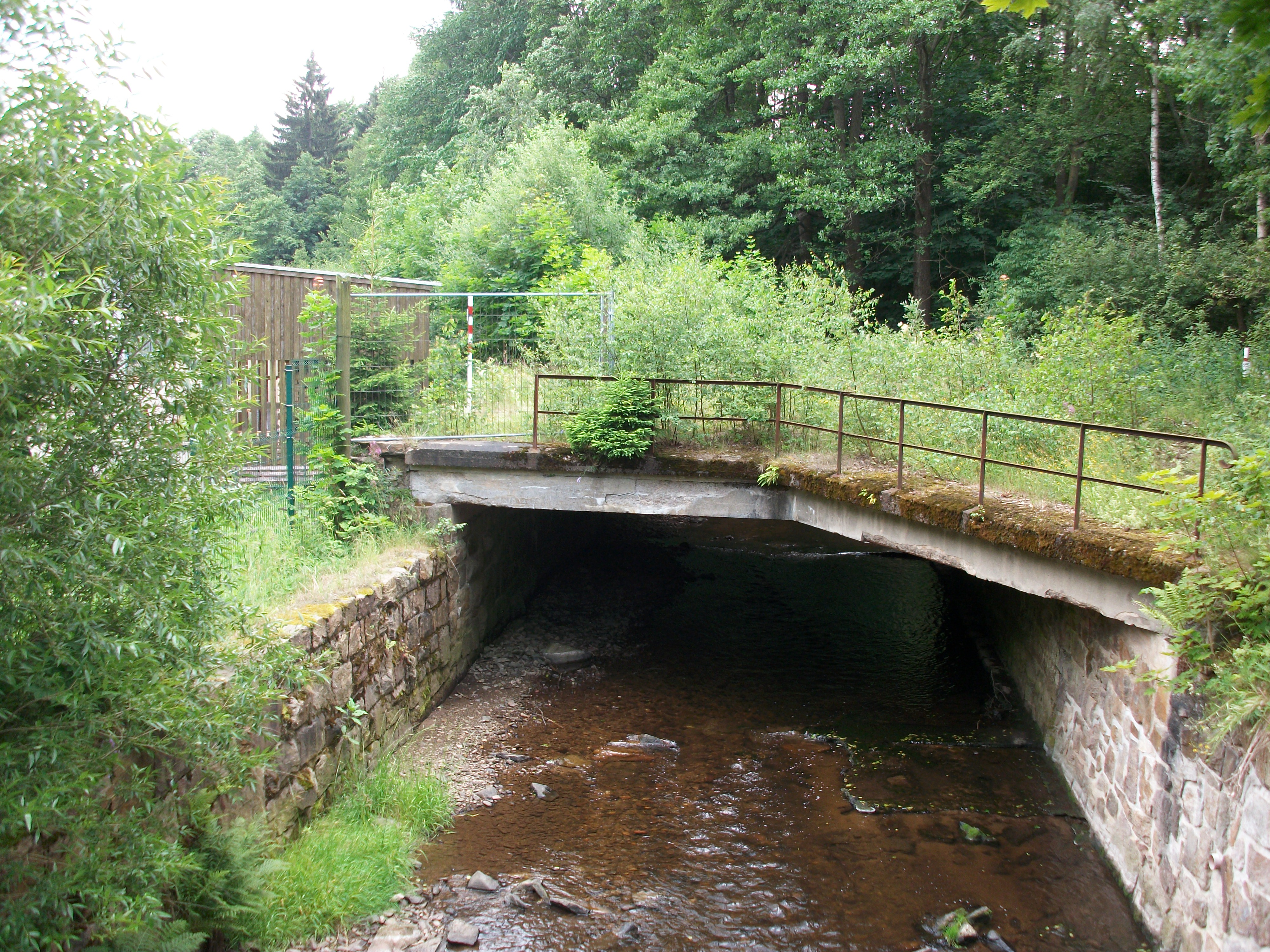
Schweinitzbrücke Hirschberg-Brandov

Ihren Ausgangspunkt hatte die Strecke am Abzweig Neuschönberg, der auf freier Strecke zwischen Olbernhau-Grünthal und Neuschönberg an der Bahnstrecke Pockau-Lengefeld–Neuhausen lag. Kurz nach dem Abzweig durchquerte die Trasse kurzzeitig tschechoslowakisches Territorium, dann führte sie auf deutschem Gebiet im Schweinitztal orografisch rechts bergwärts. Das Streckenende am Bahnhof Deutschneudorf lag wiederum auf tschechoslowakischem Gebiet. 

### Betriebsstellen
Abzw Neuschönberg ⊙
Am Abzweig Neuschönberg zweigte die Schweinitztalbahn von der Bahnstrecke Pockau-Lengefeld–Neuhausen ab. Das markante, massive Stellwerksgebäude wurde nur besetzt, wenn Zugfahrten in und aus Richtung Deutschneudorf dies erforderten. In der restlichen Zeit war die Betriebsstelle in der Relation Olbernhau–Neuhausen durchgeschaltet, das heißt, die Hauptsignale an dieser Strecke zeigten stets „Fahrt frei.“. Die Hochbauten der Betriebsstelle sind auch heute noch vorhanden und werden heute durch den Heimatverein Oberneuschönberg genutzt.

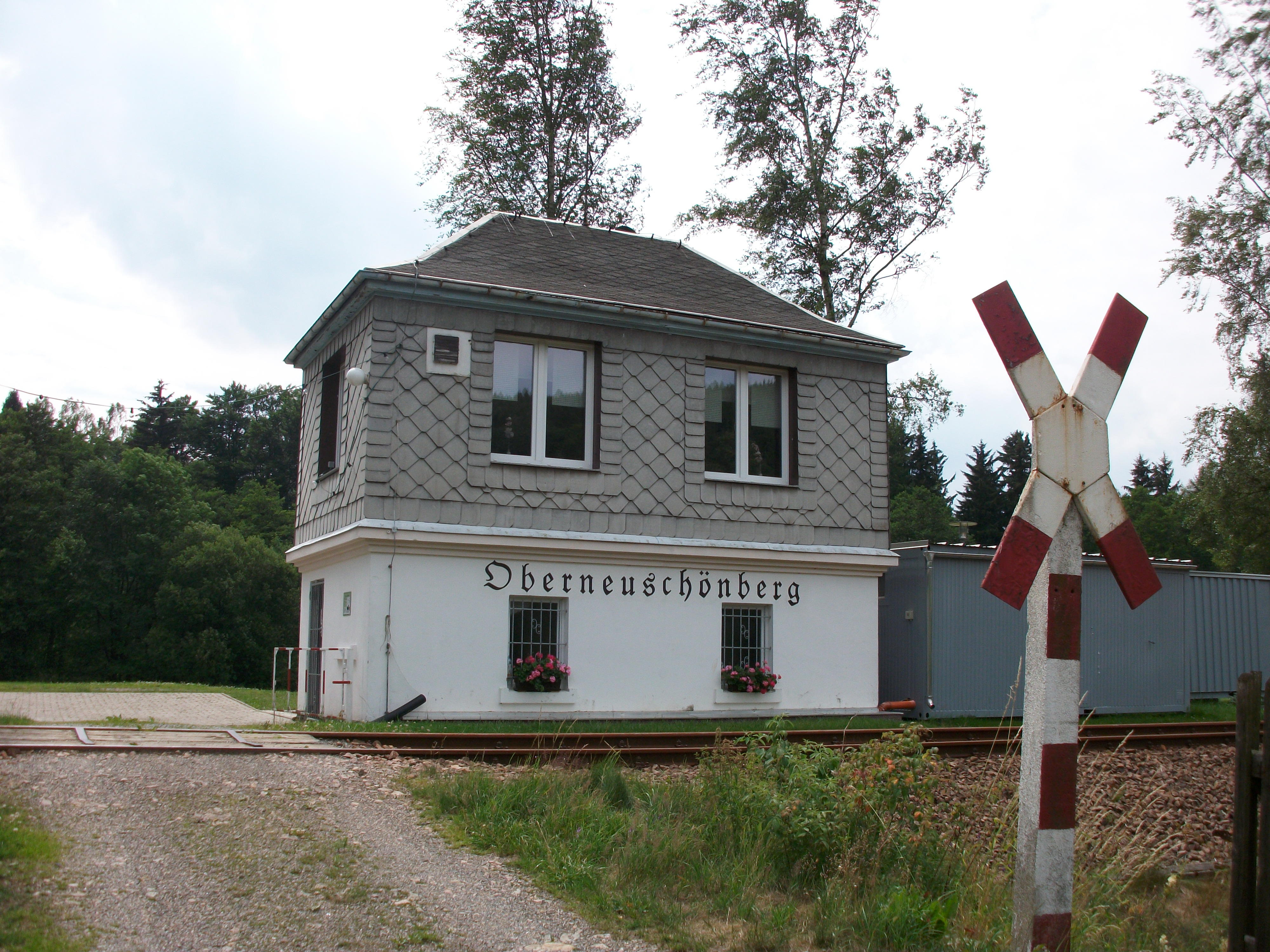
Abzw Neuschönberg, Vorderseite des Stellwerks Oberneuschönberg (2017)
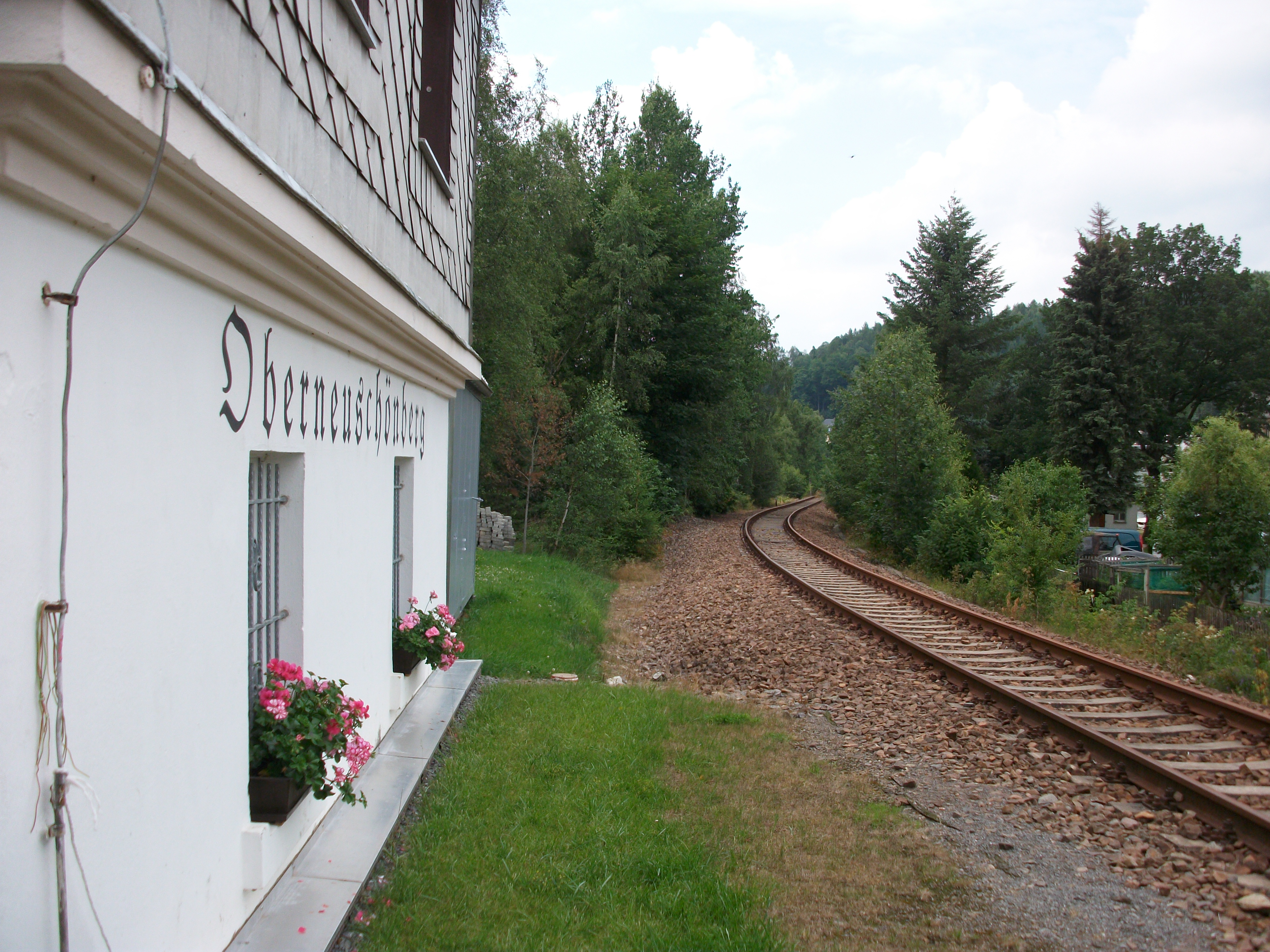
Abzw Neuschönberg, Blick in Richtung Abzweig der Schweinitztalbahn (2017)

Brandov / Brandau ⊙

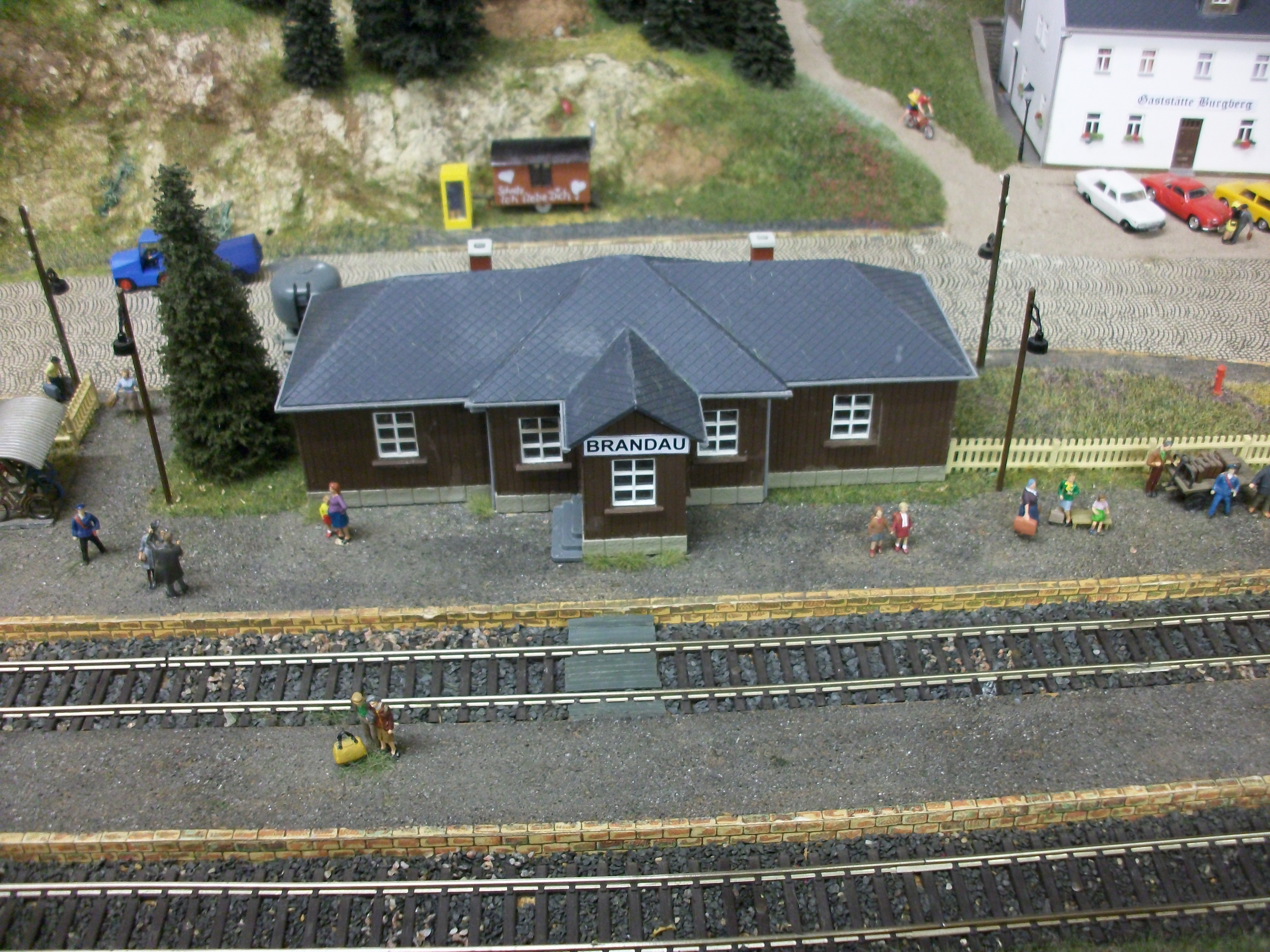
Modellbahnausstellung in der Amtsfischerei Pockau, Modell des Empfangsgebäudes von Brandau

Der Haltepunkt Brandau lag auf tschechoslowakischem Territorium und ging erst ein Jahr nach der Streckeneröffnung am 15. Juni 1928 in Betrieb. Das kleine, einstöckige Empfangsgebäude in Fachwerkbauweise enthielt neben Warte- und Dienstraum auch Räumlichkeiten für die tschechoslowakischen Grenz- und Zollbeamten. Nach 1945 wurde der Haltepunkt aufgrund der geänderten politischen Situation nicht mehr bedient. Die Hochbauten wurden um 1970 abgerissen. In der Ersten tschechoslowakischen Republik, und wieder nach dem Zweiten Weltkrieg, trug die Betriebsstelle eine zweisprachige Beschilderung.
Niederlochmühle ⊙

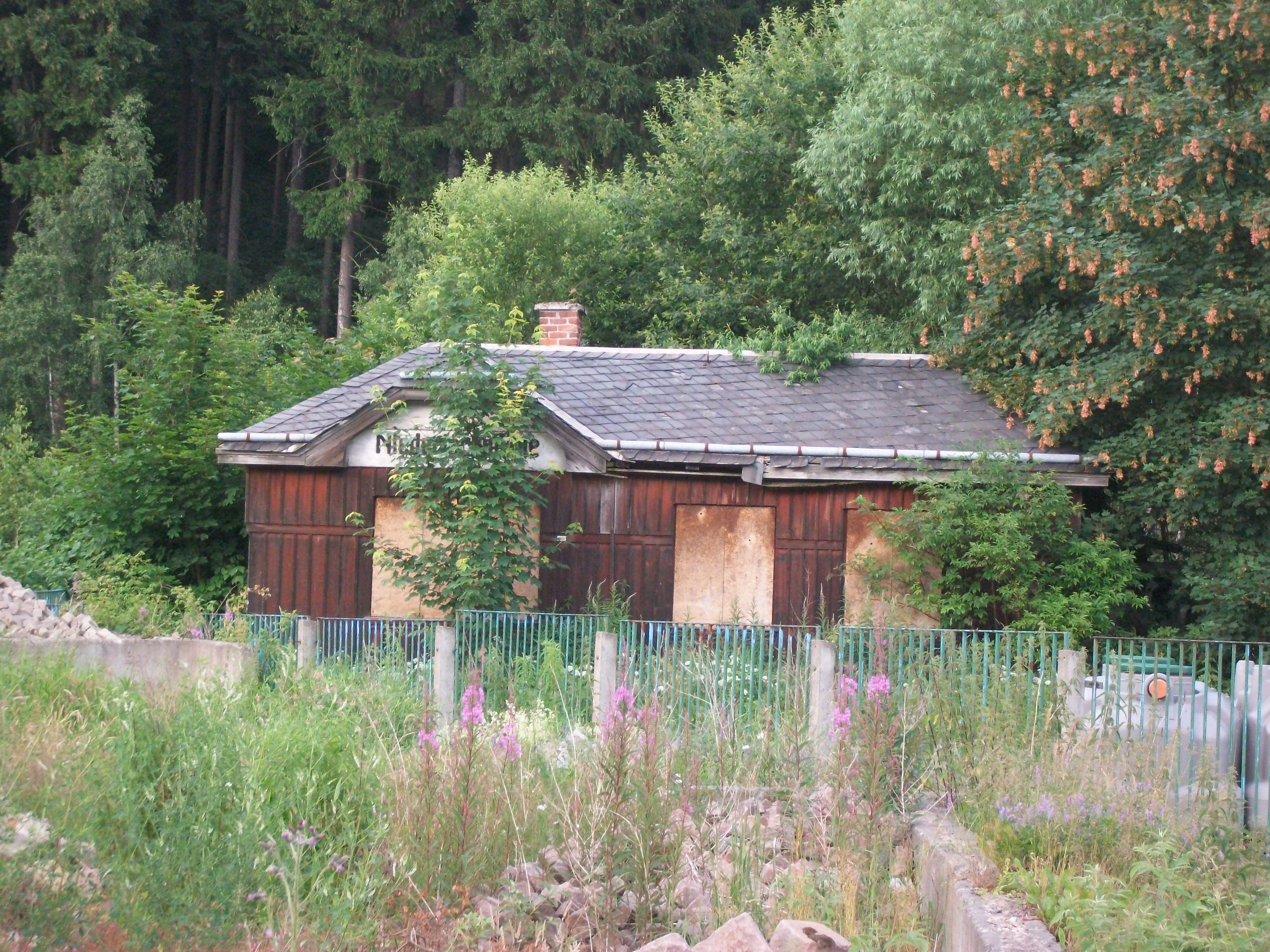
Haltestelle Niederlochmühle, Wartehalle (2016)

Die Haltestelle Niederlochmühle lag an der Mündung des Seiffener Baches in die Schweinitz und hatte insbesondere für den Versand der Produkte der Seiffener Spielwarenindustrie Bedeutung. Neben dem durchgehenden Hauptgleis besaß die Betriebstelle ein Ladegleis, das beidseitig ins Hauptgleis eingebunden war. An Hochbauten bestanden ein kleines, hölzernes Empfangsgebäude und ein Freiabort. Ein alter Personenwagenkasten diente der Bahnmeisterei als Lagerraum.
Oberlochmühle ⊙

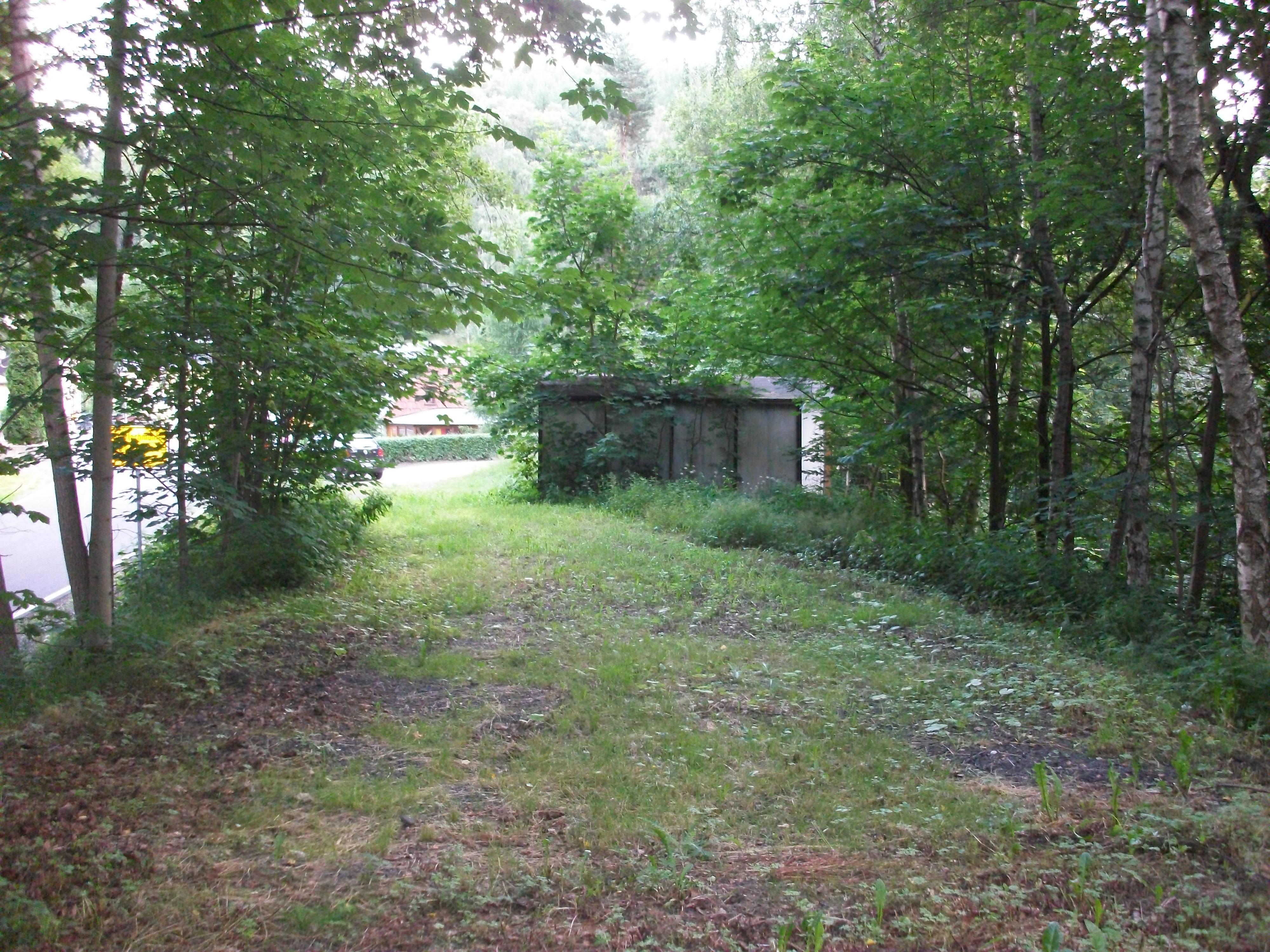
Ehem. Haltepunkt Oberlochmühle (2016)

Der Haltepunkt Oberlochmühle bestand nur aus dem Hauptgleis mit Bahnsteig und den obligatorischen Hochbauten, die Wartehalle, Freiabtritt und einen alten Wagenkasten als Lager umfassten. Bis 1947 wurde der Haltepunkt als Agentur mit beschränktem Güter- und Expressgutverkehr geführt, danach war er unbesetzt. Die hölzerne Wartehalle glich der in Niederlochmühle und war im Jahr 1997 noch vorhanden. Nach dem Abriss aller Hochbauten ist die Station kurz vor dem Bahnviadukt Oberlochmühle nur noch schwer als solche erkennbar.
Deutschkatharinenberg ⊙

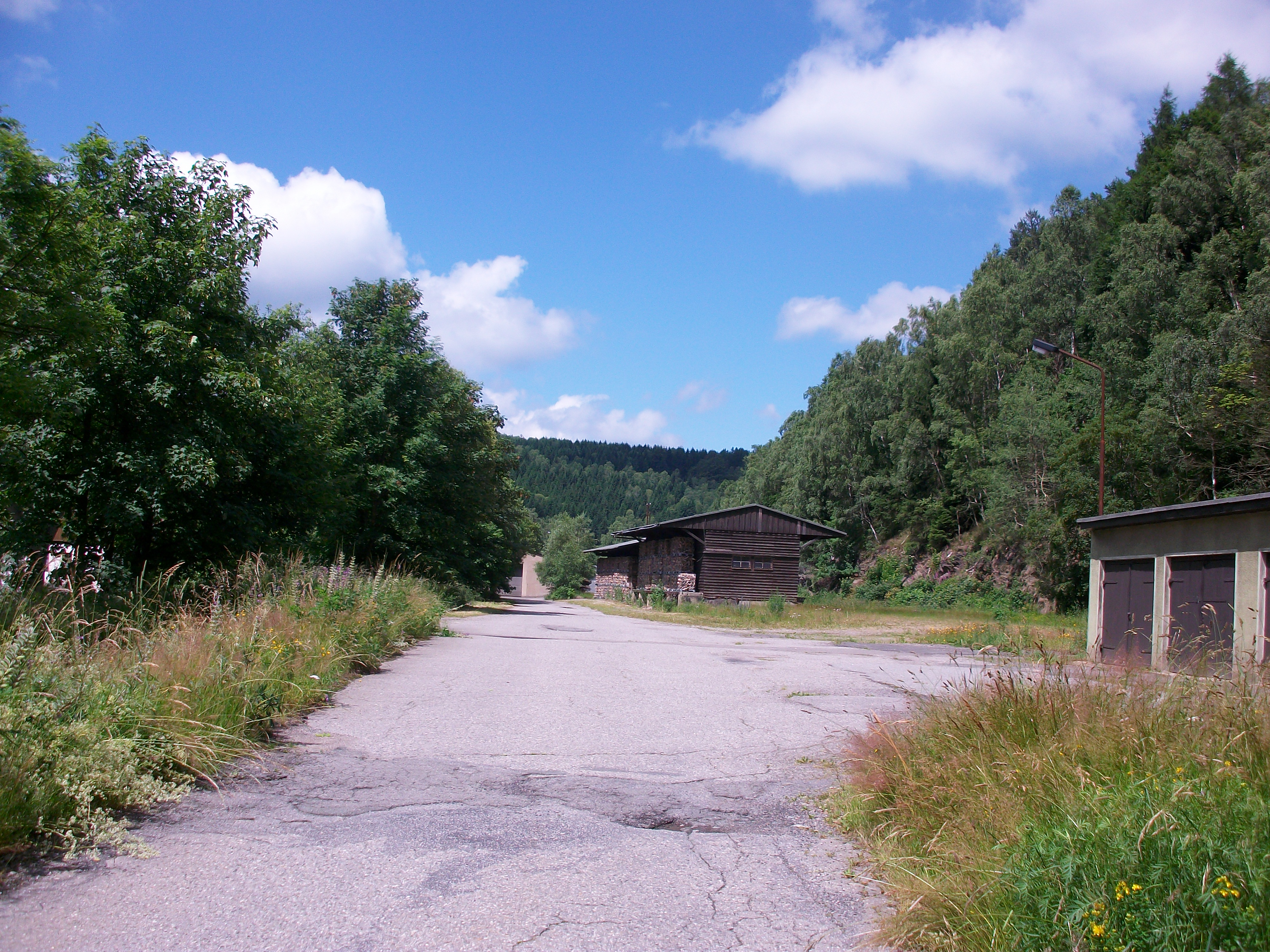
Bahnhof Deutschkatharinenberg mit Güterschuppen (2016)

Die Haltestelle Deutschkatharinenberg (bis 1933: Bahnhof) war die größte Unterwegsstation der Strecke. Die Betriebsstelle umfasste vier Gleise mit acht Weichen. Die Hochbauten bestanden aus Wartehalle mit Dienstraum, Freiabort und einem Güterschuppen an den Ladegleisen. Zur Betriebsstelle gehört auch ein Eisenbahnerwohnhaus, das sich jenseits der Talstraße an der Schweinitz befand.
Anschluss Zimmermann & Co. ⊙

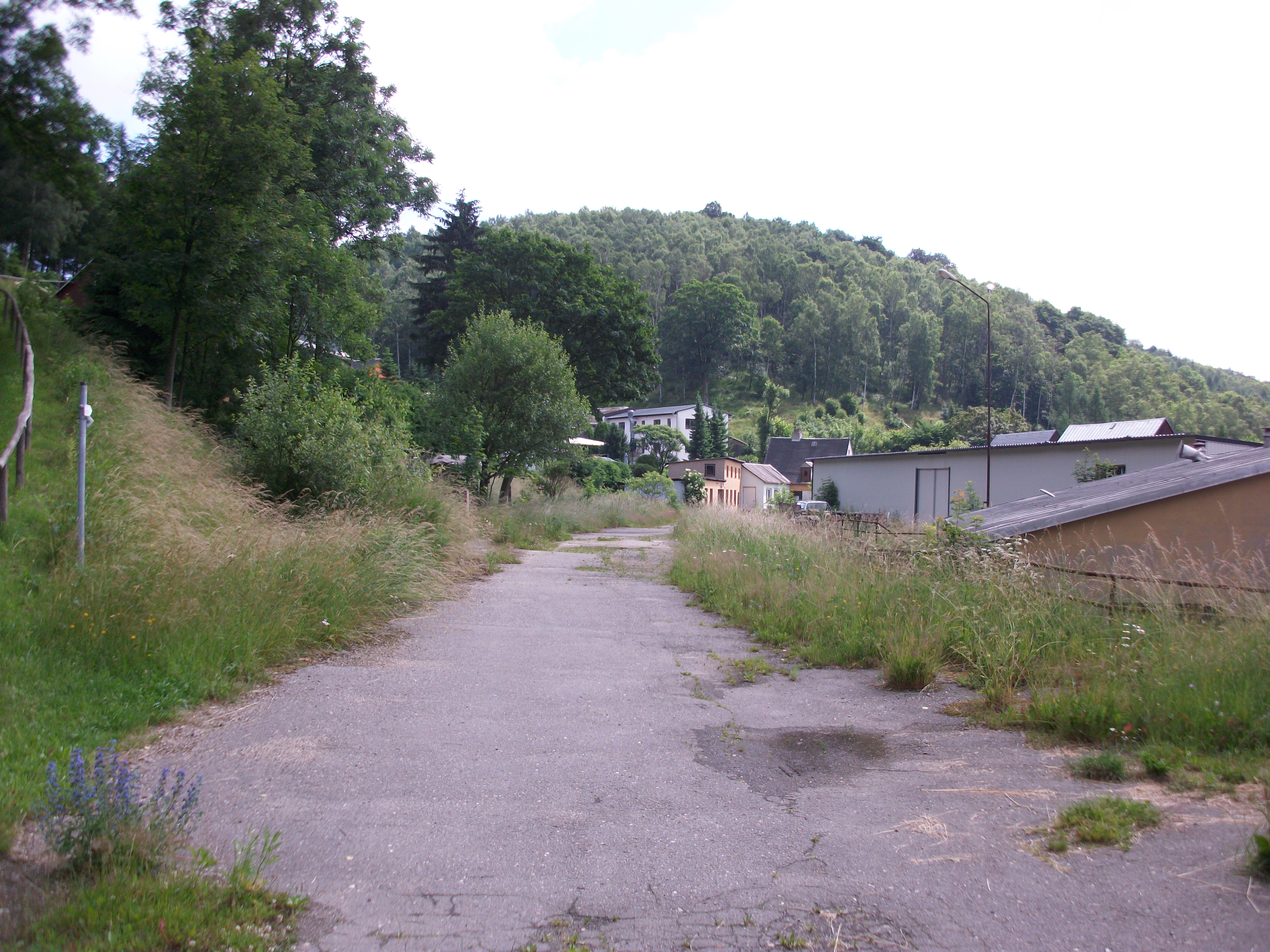
Deutschkatharinenberg, Bahnstrecke bei Anst Zimmermann & Co. (2016)

Die Leuchtenfabrik Zimmermann & Co. besaß den einzigen Gleisanschluss auf freier Strecke, der lediglich aus einem Ladegleis mit Schutzweiche bestand. Sie wurde bis zur Einstellung des Güterverkehrs am 26. September 1969 mit Übergaben bedient. Empfangen wurden insbesondere Sendungen mit Kohle, versandt wurden die Produkte des Betriebes.
Deutschneudorf ⊙
Der Bahnhof Deutschneudorf war Endpunkt der Strecke und erstreckte sich bis auf das Gebiet der heutigen Tschechischen Republik. Das jenseits der Grenze gelegene Ausziehgleis war insbesondere eine Bauvorleistung für die immer wieder diskutierte Weiterführung der Strecke nach Wiesa-Oberleutensdorf. Die Bahnhofsanlage bestand aus vier durchgehenden Gleisen mit insgesamt zehn Weichen. Die Hochbauten beschränkten sich auf das massive Empfangsgebäude mit angebauten Güterschuppen und ein einständiges Heizhaus. Am Ausziehgleis jenseits der Staatsgrenze befand sich von 1938 bis 1945 die Ladestelle der Holzwarenfabrik J. A. Wagner.

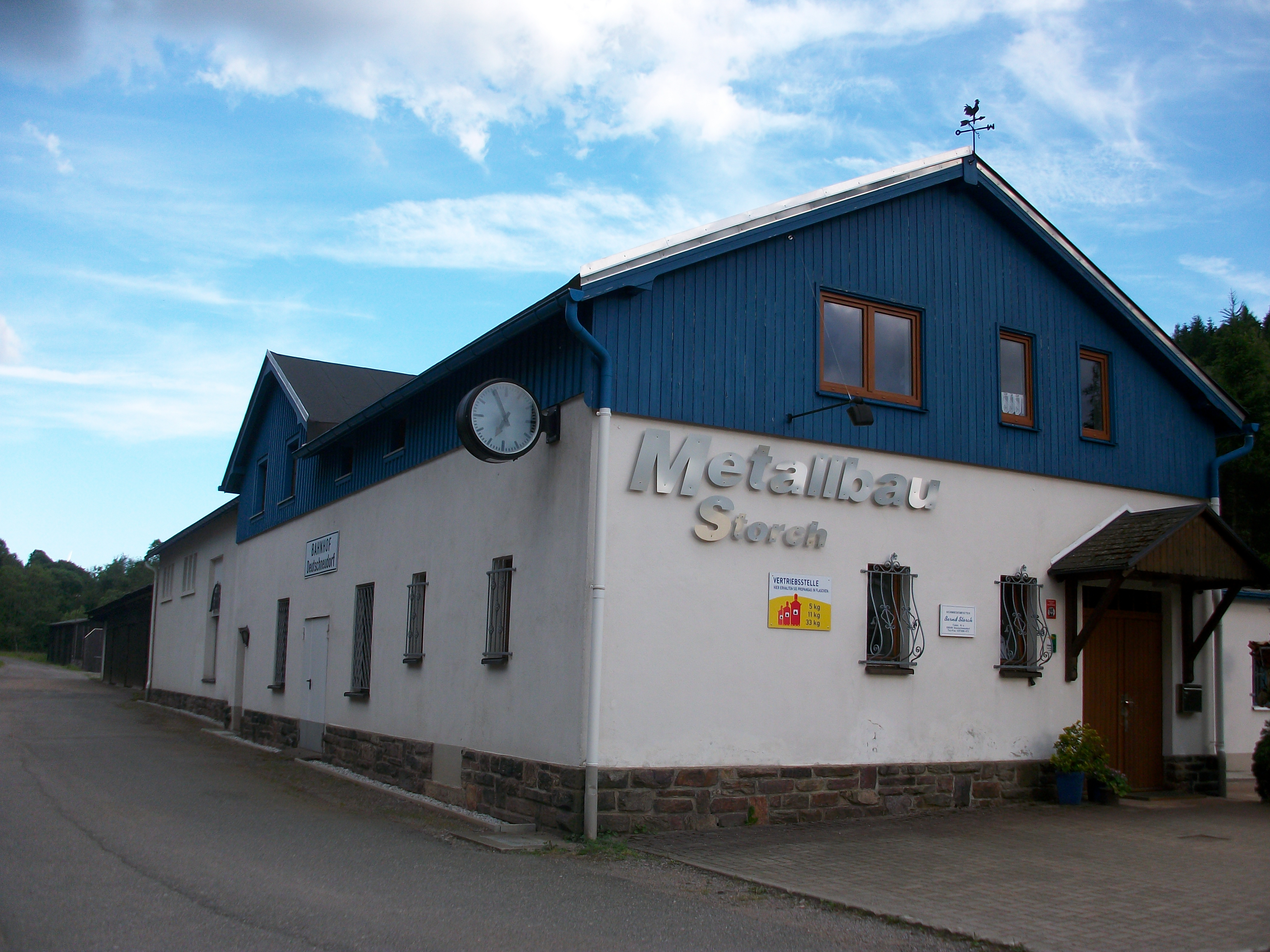
Bahnhof Deutschneudorf (2016)
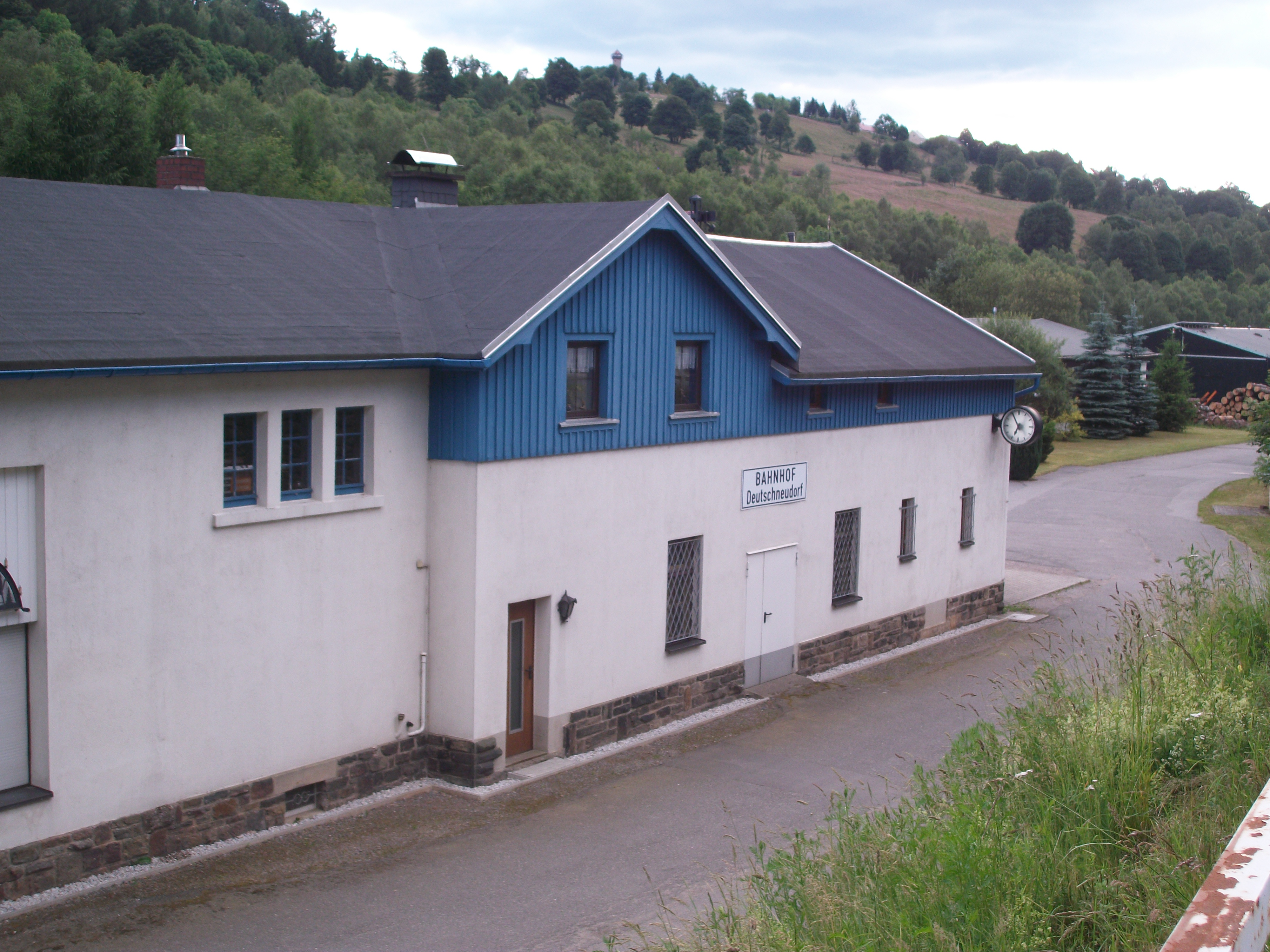
Bahnhof Deutschneudorf, Empfangsgebäude (2016)
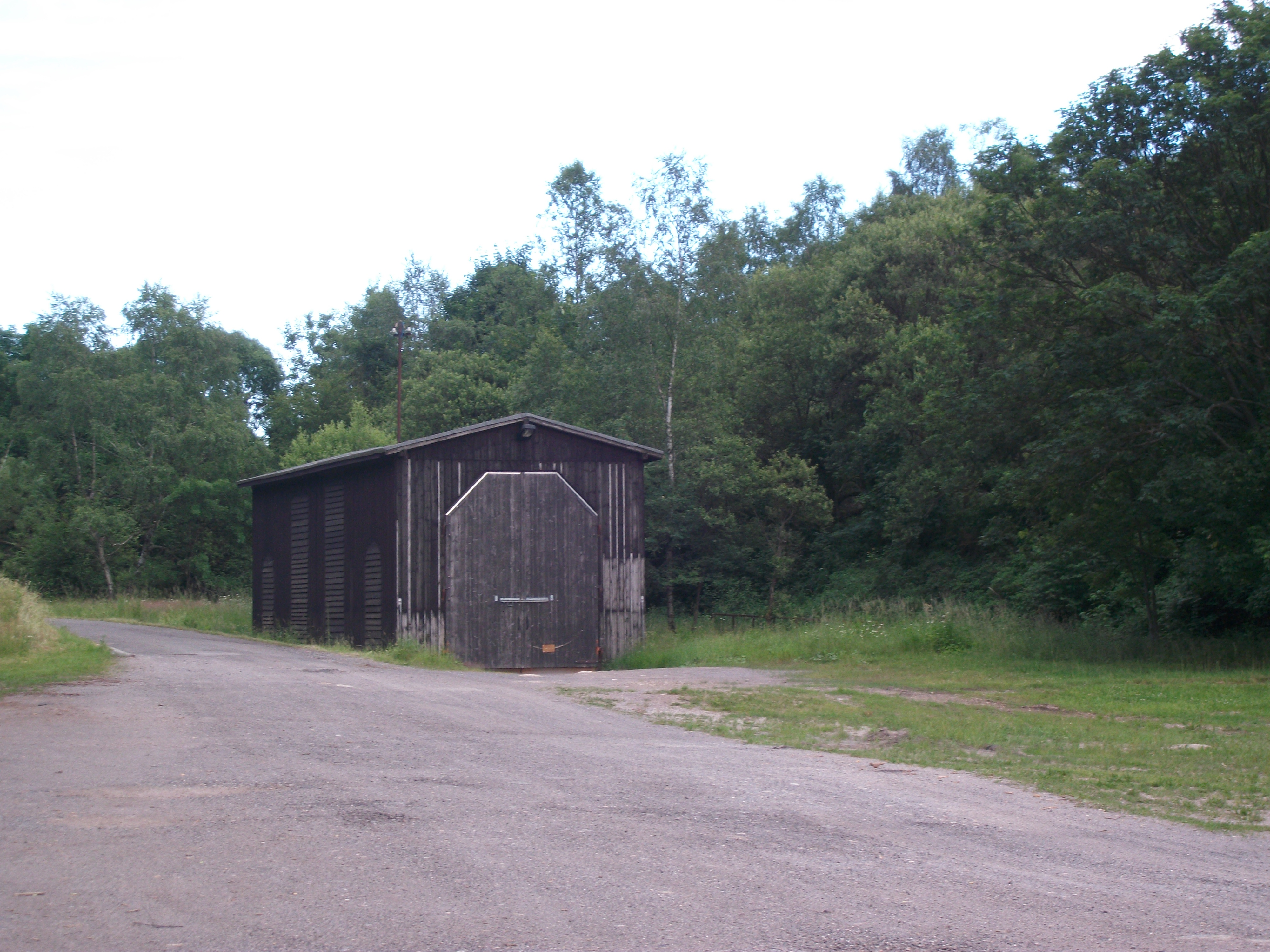
Bahnhof Deutschneudorf, Lokschuppen (2016)